# Bunut Tinggi
Bunut Tinggi is een bestuurslaag in het regentschap Seluma van de provincie Bengkulu, Indonesië. Bunut Tinggi telt 1193 inwoners (volkstelling 2010).